# Марк Валерий Месала Корвин
Вижте пояснителната страница за други личности с името Марк Валерий Месала.
Марк Валерий Месала Корвин (на латински: Marcus Valerius Messalla Corvinus) e римски военачалник, писател, меценат на литерурата и изкуството.
Той е от древния патрициански род Валерии и републиканец. Син е на Марк Валерий Месала Нигер, консул през 61 пр.н.е.
Месала Корвин е възпитаван заедно с Хораций и Цицерон в Атина.
След битката при Филипи (42 пр.н.е.) Месала Корвин отива първо при Марк Антоний, по-късно при Октавиан.
През 36 пр.н.е. той се бие в Сицилия против Секст Помпей. През 33/32 пр.н.е. застава на страната на Октавиан и пише памфлети против Марк Антоний.
Месала е избран през 31 пр.н.е. вместо Марк Антоний за консул заедно с император Август и участва в битката при Акциум. След това е главнокомандващ на изток и управител на Галия, където потушава бунта на аквитаните, за което е почетен през 27 пр.н.е. с триумф.
Месала възстановява пътя между Тускулум и Алба, строи много красиви постройки.
В така наречения „Месала кръг“ той събира около себе си много писатели и им помага. Неговата племенница поетесата Сулпиция e също в този кръг.
Месала е автор на много произведения. Той пише спомените си за гражданската война след смъртта на Юлий Цезар. Той пише стихотворения на гръцки, превежда речи от гръцки и пише есета. Той е оратор и Тиберий се учи от него.
Първият брак на Месала Корвин е с Калпурния, дъщеря на Марк Калпурний Бибул, с която имат две деца – дъщеря Валерия Месалина Корвина, която става баба на Статилия Месалина, третата жена на Нерон и син Марк Валерий Месала Месалин, консул през 3 пр.н.е.